# Kim Jong-gil
Dans ce nom coréen, le nom de famille, Kim, précède le nom personnel.
Kim Jong-gil (en hangeul : 김종길), né le 5 novembre 1926 à Andong et mort le 1er avril 2017,, est un poète sud-coréen.

## Biographie
Kim Jong-gil est né le 5 novembre 1926 à Andong dans la province de Gyeongsangbuk-do. Il étudie à l'université de Corée et obtient un master en littérature anglaise. Il a travaillé comme professeur dans plusieurs universités, en particulier l'université Cheonggu, l'université nationale de Kyungbook, et l'université de Corée.

## Œuvre
Kim Jong-gil écrit ses poèmes avec la plus grande lucidité et la plus grande clarté pour délivrer des images les plus proches du réel. Il est ainsi un poète qui travaille sur des images concrètes pour en délivrer le message poétique. Il s'éloigne d'une poésie symboliste ou surréaliste, offrant une poésie basée sur la décence, la retenue et l'émotion. 
Il a remporté le prix littéraire Cheongma en 2007, en 2005 le prix de la poésie Yi Yuk-sa, et le prix littéraire Kosan la même année. 

## Publications

### Recueil de poèmes
- 성탄제 La fête de Noël (1969)
- 하회에서 À Hahoe (1977)
- 황사현상 Tempête de sable (1986)

### Essais littéraires
- 시론 La poétique (1965)
- 진실과 언어 La vérité et le langage (1974)
- 한국시의 위상 La phase de la poésie coréenne (1986)